# Кусаинов, Шахимарден Кабиденович
Кусаинов Шахимарден Кабиденович (род. 6 апреля 1952, Караганда, КазССР) - писатель, драматург, киносценарист, филолог. Кандидат филологических наук. Заслуженный деятель Казахстана.

## Биография
Шахимарден Кусаинов родился 6 апреля 1952 года в г. Караганде в семье инженера горной промышленности.
В 1975 г. закончил Карагандинский государственный медицинский институт и в том же году - курс усовершенствования по социальной и клинической психиатрии в Московском научно-исследовательском институте психиатрии МЗ РСФСР, после работал врачом в различных медицинских учреждениях. С 1979 г. проживает в г. Алматы (Алма-Ате).
В 1980 г. Ш. Кусаинов поступил в Литературный институт им. Горького СП СССР в г. Москве на факультет драматургии и окончил институт в 1988 г. Ш. Кусаинов является членом Союза писателей СССР с 1988 года.
В 2004 году защитил диссертацию на соискание ученой степени кандидата филологических наук на тему «Агиография в казахском фольклоре» в Институте литературы и искусства имени М.О. Ауэзова.
Ш. Кусаинов является профессором Казахской национальной академии искусств им. Т.К. Жургенева.
В 2013 г. Ш. Кусаинову присвоено почетное звание Заслуженного деятеля Казахстана.

## Творчество
Литературный псевдоним Ш. Кусаинова – Шахимарден.
Произведения
- "Сад над городом" (Алма-Ата: Жалын, 1988), сборник рассказов
- "Записки корреспондента «Санкт-Петербургских Ведомостей" (Алма-Ата: Жазушы, 1992), роман
- "Казахи: Колесо и стремена истории" (Москва: Леном, 1998), детская книга
- "Скрытый хан" (Алматы, 1999), роман
- "Биографии исторических личностей Казахстана XIV-XIX веков" (Алматы: Литера, 2001), учебное пособие
- "Хроника коммутатора" (Алматы: Раритет, 2002), повесть
- "Проза разных лет" (Алматы, 2012-2013), сочинения в 2-х томах
- "Тюркский казан. Традиционная и современная кухня и кулинария казахов" (2015)
- "Написать пьесу и киносценарий" (Алматы, 2018)

Сценарии
- "Лейтенант С." (1987)
- «Балкон» (1988) 
  - Фильм получил специальный приз Всесоюзного кинофестиваля «Дебют». – Москва, Россия, 1990г., а также приз и диплом «За Лучший фильм фестиваля» на Кинофестивале Республик Средней Азии и Казахстана. – Ашхабад, Туркмения, 1990г.[5]
- "Полет стрелы" (1991)
- "Қозы көрпеш – Баян сұлұ" (1992)
- «Небо моего детства» (2011).

Пьесы
- "Томирис"[6]
  - Пьеса «Томирис» вошла в учебник «Казахская литература» для 10 классов общественно-гуманитарного направления общеобразовательных школ (на казахском языке).[7]
- "Қазақтар"[8]
- "Замандастар"

Переводы
- Хикметы ходжи Ахмеда Ясави с тюркского на русский язык (включая научный подстрочник[9] и отдельный литературный перевод[10])
- Два романа Ж. Аймаутова с казахского на русский язык: "Ақбілек" (2007)[11] и "Қартқожа" (2008)[12].

Научные труды
Ш. Кусаинов опубликовал более 50 статей, в том числе исследования по вопросам казахской агиографии и суфизма. 
Он также является автором монографии "Суфизм и агиография в Казахстане" (2015).